# 馬洛洛斯

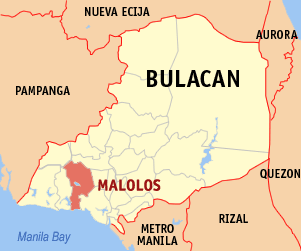
布拉干省的地圖，示馬洛洛斯市所在地

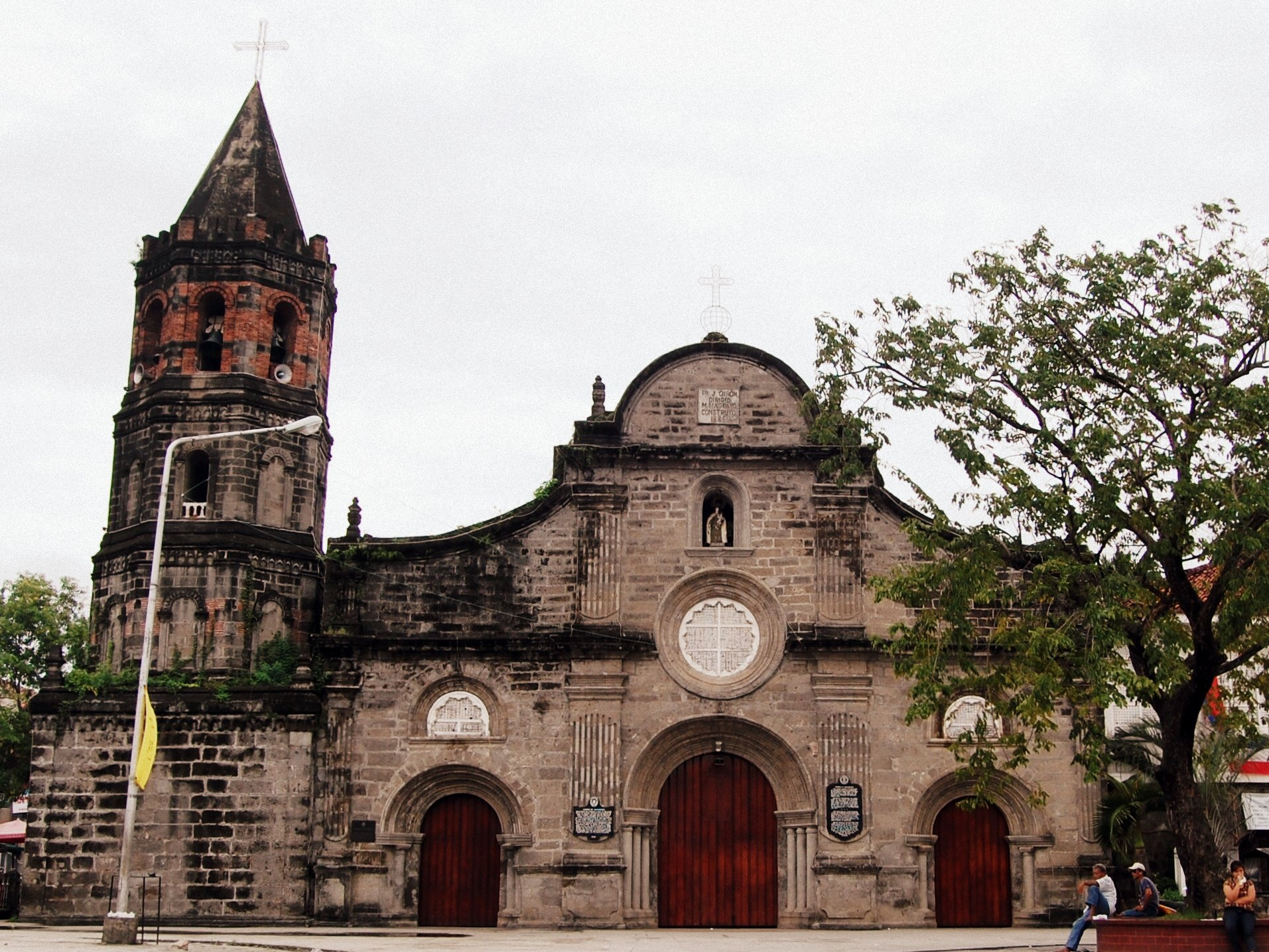
巴拉索因教堂

馬洛洛斯（他加祿語：Malolos），又譯馬洛洛示，是菲律賓布拉干省的首府。面積67.25平方公里。根據2015年人口普查結果，馬洛洛斯市擁有252,074名居民。現下轄51個描籠涯。